# مقاطعة بونو
مقاطعة بونو (بالإنجليزية: Puno Province)‏ هي مقاطعة في بيرو، تتبع إقليم بونو، عاصمتها مدينة بونو، تبلغ مساحتها 6494.76 كيلومتر مربع.